# Баталья (микрорегион)

Баталья на карте.

Баталья (порт. Microrregião de Batalha) — микрорегион в Бразилии, входит в штат Алагоас. Составная часть мезорегиона Сертан штата Алагоас. Население составляет 92 320 человек (на 2010 год). Площадь — 1808,456 км². Плотность населения — 51,05 чел./км².

## Демография
Согласно сведениям, собранным в ходе переписи 2010 г. Национальным институтом географии и статистики (IBGE), население микрорегиона составляет:						
| Полное население                             | Полное население                             | Полное население                             | Полное население                             | 92 320 |
| -------------------------------------------- | -------------------------------------------- | -------------------------------------------- | -------------------------------------------- | ------ |
| в том числе:                                 | Городское население                          | 48 105                                       | Процент городского населения, %              | 52,11  |
|                                              | Сельское население                           | 44 215                                       | Процент сельского населения, %               | 47,89  |
|                                              | Мужское население                            | 45 321                                       | Процент мужского населения, %                | 49,09  |
|                                              | Женское население                            | 46 999                                       | Процент женского населения, %                | 50,91  |
| Плотность населения, чел/км²                 | Плотность населения, чел/км²                 | Плотность населения, чел/км²                 | Плотность населения, чел/км²                 | 51,05  |
| Население микрорегиона в % к населению штата | Население микрорегиона в % к населению штата | Население микрорегиона в % к населению штата | Население микрорегиона в % к населению штата | 2,96   |

## Состав микрорегиона
В составе микрорегиона включены следующие муниципалитеты:
1. Баталья
2. Белу-Монти
3. Жакаре-дус-Оменс
4. Жараматая
5. Мажор-Изидору
6. Монтейрополис
7. Олью-д’Агуа-дас-Флорис
8. Оливенса
9. Сан-Жозе-да-Тапера